# Roberto Mandje
Roberto Caracciolo Mandje (geb. 7. März 1982 in Barcelona, Spanien) ist ein ehemaliger Mittelstreckenläufer für Äquatorialguinea.

## Leben

### Jugend und Ausbildung
Roberto Mandje wurde am 7. März 1982 in Spanien als Sohn äquatorialguineischer Eltern geboren und lebte bis zu seinem fünften Lebensjahr in Barcelona. Danach zogen er und seine Mutter nach Äquatorialguinea. Nach der Wiederverheiratung seiner Mutter änderte sich Robertos Name in Roberto Caracciolo. Sein Stiefvater, ein Diplomat, zog mit der Familie in verschiedene afrikanische Länder.
Nach der Scheidung seiner Eltern zogen Roberto und seine Mutter nach New York, wo er die Highschool und das College besuchte. Mandje lief Hindernislauf für die Leichtathletikmannschaft der University of Albany.

## Sport
2004 qualifizierte sich Mandje für den 1500-Meter-Lauf und den 3000-Meter-Hindernislauf und vertrat Äquatorialguinea bei den Olympischen Spielen in Athen. Im ersten Lauf über 1500 Meter, an dem auch Weltrekordhalter Hicham El Guerrouj aus Marokko (der spätere Olympiasieger) teilnahm, stürzte Roberto früh im Rennen. Trotz einer Knöchelverletzung erreichte er eine Zeit von 4:03,37 Minuten. Leider musste er wegen dieser Verletzung vom 3000-Meter-Hindernislauf zurücktreten.
Von 2004 bis 2016 nahm Mandje professionell an Bahn-, Straßen- und Trailrennen in den USA, Afrika und Europa teil.
Mandje arbeitet heute als Lauf- und Sportmarketingberater, Coach und Promi-Trainer. Er führte YouTuber Casey Neistat im Dezember 2023 zu einem Marathon unter drei Stunden und Lil Nas X 2024 zu seinem ersten Halbmarathon.
Mandje spricht fließend Spanisch, Französisch, Englisch und Deutsch.

## Persönliche Bestleistungen
- 1500 m – 4:00,33 min (Ninove, Belgien), 11. August 2007
- 3000 m Hindernis – 9:04,54 min (Los Angeles, USA), 7. Juni 2008